# Sibiti
Il fiume Sibiti è un fiume lungo 75 chilometri che collega il lago Eyasi e il lago Kitangari, e uno dei pochi canali naturali nel mondo. Entrambi i laghi sono situati a sud del Parco nazionale del Serengeti in Tanzania.